# روران
روران، روستایی از توابع بخش مرکزی شهرستان اصفهان در استان اصفهان ایران است. این روستا در فاصلۀ ۳۰ کیلومتری جنوب شرقی شهر اصفهان و در حاشیۀ جادۀ بهارستان به شهرستان جرقویه (جاده قلعه شور- هدایت) واقع شده‌است. این روستا دارای دو بخش اصلی (شهرک روران و ده روران) و دارای مساحتی در حدود ۷۰.۶هکتار است. این روستا از سال ۱۳۹۱ ه‍.ش و پس از شهر شدن زیار به عنوان پرجمعیت‌ترین روستای دهستان براآن جنوبی شناخته شده‌است.

## واژه‌شناسی
در زبان عامیانه به این روستا «رورون» می‌گویند. بنابر اقوال پیشینیان از این جهت که این روستا در دامنۀ رشته‌کوهی به هم پیوسته از کوه‌های منطقۀ کلاه قاضی قرار گرفته به آن «رو ران» (روی دامنۀ کوه یا کوه‌پایه) گفته شده‌است. همانند تهران و شمیران که از ترکیبات «ته (به معنای آخر یا پایین)» «ران» و «شمی (به معنای بلند)» «ران» تشکیل شده، در نام این روستا به همراه روستایی به نام ازیران که در پایین دست آن قرار گرفته نیز از واژۀ «ران» استفاده شده‌است. در واژه‌شناسی شهرهای تهران و شمیران آمده‌است؛ پاره‌ای از پژوهشگران «ران» را پسوندی به معنای دامنه گرفته‌اند و برخی نیز واژۀ «ران» را به معنی جای، جایگاه یا سرزمین دانسته‌اند. بر این اساس می‌توان گفت؛ این دو روستا به این علت که در بالادست و پایین دست دشت پهناوری قرار گرفته به ترتیب به نام‌های روران و ازیران نام گرفته‌اند.

## جمعیت
این روستا یکی از ۳۰ روستای دهستان براآن جنوبی است و جمعیت آن براساس سرشماری مرکز آمار ایران در سال ۱۳۹۵، برابر با  ۲٬۰۸۳نفر (۶۴۲ خانوار، ۱٬۰۶۳ مرد و ۱٬۰۲۰ زن) بوده‌است. براساس آمار مذکور روستای روران به لحاظ جمعیتی ۱۷ درصد از جمعیت دهستان براآن جنوبی (جمعیت دهستان در سال ۱۳۹۵ معادل ۱۲٬۵۲۹ نفر بوده‌است) را به خود اختصاص داده‌است. این روستا در منطقۀ براآن جنوبی از لحاظ جمعیت پرجمعیت‌ترین روستای دهستان است. روستاهای همجوار آن ازیران، کروه، هرمدان، زغمار، شیدان و رحیم‌آباد است.

## محصولات
زمین‌های زراعی اطراف روستای روران که در مالکیت کشاورزان ساکن در آن است در حدود ۱٬۲۰۰ هکتار می‌باشد. عمده‌ترین محصولات زراعی قابل کشت در این روستا گندم، جو، ذرت، ذرت علوفه‌ای و یونجه است. در سال‌های دهۀ ۷۰ در این روستا برنج نیز کشت می‌شده‌است که به دلیل کمبود آب، سایر کشت‌ها در برنامۀ کشت کشاورزان این روستا قرار گرفته‌است. هم‌اکنون کشاورزان رو به کشت‌های گلخانه‌ای آورده‌اند و سبزی و صیفی‌جات گلخانه‌ای (شامل خیار، فلفل، ریحان) از جمله محصولات زراعی روستا به‌شمار می‌آید. کل مساحت زیر کشت گلخانه‌ای روستا در حدود ۱۶ هکتار می‌باشد.
عمده‌ترین محصول باغی روستا انار است.